# Eugenika
Az eugenika vagy eugenetika olyan társadalomfilozófiai irányzat, mely az ember öröklődő testi és szellemi tulajdonságainak javítása érdekében végzett beavatkozásokat hirdeti. Az utópista eugenetikai gondolat kidolgozója az angol Francis Galton, Charles Darwin félunokatestvére volt. Megfogalmazása szerint: Az eugenika tudománya mindazokkal a hatásokkal foglalkozik, amelyek egy faj veleszületett kvalitásait javítják, és amelyek ezen kvalitások lehető legelőnyösebb kifejlődését elősegíthetik. Propagátorai a társadalom felelősségre és az altruista hozzáállásra hivatkozva hirdették az emberi intelligencia növelésére, takarékosságra és az emberi szenvedés csökkentésére irányuló törekvéseiket. Az eugenikát a történelem folyamán többször használták fel ürügyként faji megkülönböztetés igazolására.

## Az eugenika jelentése és típusai
Galton az emberiség genetikai állományának befolyásolását a párválasztás és a gyermeknemzés szabályozása révén ajánlotta. Ennek kivitelezésére elvileg két lehetőséget látott. Az egyik a pozitív eugenika, amely a társadalom legkiválóbb adottságú tagjainak az átlagosnál nagyobb gyermekszámát szorgalmazta. Galton elsősorban ennek az irányzatnak a fontosságát hangsúlyozta, és ezt felvilágosítás, valamint anyagi előnyök, gazdasági juttatások révén kívánta megvalósítani. A másik lehetőség a negatív eugenika, amely a bizonyosan genetikai ártalomban szenvedő személyek születéskorlátozását propagálta az érdekeltek felvilágosítása révén. Galton az emberi faj genetikai javításának gondolatát először 1865-ben vetette fel. 
Galton különös érdeklődéssel fordult az intelligencia feltérképezése felé az emberi és a különböző állatpopulációk körében. De nem voltak jól meghatározott szabályrendszerei, melyek mentén az intelligenciát felmérhette volna. Bármiféle szisztéma hiányában nem meglepő, hogy 1869-es Öröklött géniusz c. munkájában arra a megállapításra jutott, hogy a legértelmesebb kutyák intelligenciájukat tekintve magasabb szinten állnak, mint a legalacsonyabb szinten lévő ausztráliai bennszülöttek, feketék, angolok, vagy akár az ókori görögök. Nézete szerint az Amerikába, Kanadába és Ausztráliába elszármazott angol telepesek magukat rekesztették ki mint fajilag alsóbbrendű fehérek a fejlődésből, a kontinensen maguk mögött hagyva az angolok magasabb osztályát. Mindezek nyomán bevezették az „intellektuális degeneráció” fogalmát. 
Magát az eugenika kifejezést is Galton alkotta meg, 1883-ban. Az emberi tehetség című könyvében használta először. Ebben hangsúlyozta az emberiség alapvető testvériségét, éppen az öröklődés törvényszerűségeinek ismeretében. Továbbá azt a hitét, hogy „tettekre születtünk, és nem a sült galamb várására, mint az alamizsnáért könyörgő életerős mihasznák.” 1905-ben „Az eugenika; definíciója, működési területe és céljai” című előadásában konkrétan is megfogalmazta főbb célkitűzéseit:
- Terjeszteni az öröklődés törvényszerűségeinek ismeretét, és serkenteni az örökléstani kutatásokat.
- Tanulmányozni a társadalmi hasznosságuk szerint elkülöníthető társadalmi rétegek és csoportok jelenlegi és múltbeli termékenységi fokát.
- Adatokat gyűjteni a nagy és sikeres családokról.
- Kutatni a házasság létrejöttét és harmóniáját befolyásoló hatásokat.
- Folytonosan hirdetni az eugenika nemzeti fontosságát.

## Az eugenika története
Az eugenikai gondolat – Galton minden erőfeszítése ellenére – a századforduló táján különösebb visszhangot nem keltett. Ennek oka a szakemberek jogos ellenállása volt, mivel az öröklődés mechanizmusába beavatkozni csakis az öröklődés törvényszerűségeinek alapos ismeretében lehet. Mendel szabályait csak 1900-ban „fedezték fel” újra, így a genetika tulajdonképpen akkor még nem is létezett, amit jól jellemez, hogy a genetika elnevezést is csak 1905-ben alkalmazta először William Bateson.
A Mendel-szabályok újrafelfedezése, az öröklődés Boveri-Sutton-féle kromoszómaelmélete, majd a Morgan-iskola munkássága eredményeképpen az öröklődés génelmélete révén a XX. század első három évtizedében a genetika alaptörvényei széles körben ismertté váltak. Ezt követően az örökletességet is mutató betegségekben megpróbálták bizonyítani a domináns, recesszív és nemhez kötött öröklődést, számos esetben sikerrel. Az egyik szülő domináns, ill. mindkét szülő heterozigóta recesszív ártalmakor az utódban az öröklődő betegség előfordulás valószínűsége, „kockázata” 50%, ill. 25%. Az ilyen családokban – ha súlyos, gyógyíthatatlan ártalomról volt szó – természetesen felmerült a terhességtől való tartózkodás és így a betegség megelőzésének lehetősége. Mindez a negatív eugenika létjogosultságára és fontosságára hívta fel a figyelmet. Hamarosan kiderült azonban, hogy az öröklődő betegségeknek, ártalmaknak csak egy részében, mégpedig elsősorban a ritkábbakban lehetett kétséget kizáróan igazolni a mendeli szabályok érvényesülését. Az ellentmondás feloldására bevezették a csökkent penetrancia és a változó expresszivitás fogalmát. Ennek révén pl. az értelmi visszamaradásokat és több pszichiátriai kórképet is tévesen recesszív vagy domináns ártalomnak próbálták kikiáltani. Így érthető, hogy az 1912-ben Londonban, majd 1921-ben és 1932-ben New Yorkban tartott Eugenikai Világkongresszusok éles, elkeseredett, de tudományos viták jegyében zajlottak le. Mindezekkel párhuzamosan számos országban eugenikai szervezeteket, intézményeket hoztak létre, és eugenikai rendszabályokat is foganatosítottak.
Angliában a humángenetika mint tudomány és az eugenika mint felvilágosító propagandairányzat elkülönült egymástól. Az USA-ban viszont az eugenikát a humángenetika részének tekintették. 1910-ben hozták létre az Eugenics Record Office-t. 1931-ig már az USA 26 államában fogadtak el sterilizációs törvényt, amelynek alapján a gyengeelméjűek és bizonyos elmebetegségben szenvedők – saját kérésre (?) – meddővé tehetők voltak. Az Eugenetics Records Office helyét a húszas években a American Eugenics Society vette át. A harmincas években 29 államban volt eugenetikai egyesület, számos főiskolán kurzusokon oktatták. Az American Eugenetics Society célja nem annyira a tudományos kutatás, mint inkább az eugenika általános terjesztése és elfogadtatása a közemberekkel. Rendszeresen szerveztek konferenciákat, szemináriumokat. Vásári kiállításokon hirdették meg a „legalkalmasabb” család versenyét. A Szovjetunióban a forradalom után Leningrádban hamarosan megalapították Filipcsenko vezetésével az Eugenikai Hivatalt. A Szovjet Eugenikai Társaság 1920-ban Moszkvában alakult meg, és számos nagy városban voltak alközpontjai. 1923-tól orosz nyelvű eugenikai folyóiratot is megjelentettek. Németországban a hosszú múltra visszatekintő rasszhigiénével társították az eugenikát. Ezért aztán az 1902-ben alapított Deutsche Gesellschaft für Rassenhigiéné 1931-ben az „und Eugenik” címet is felvette. De Európa csaknem minden országában kimutatható az eugenikai gondolat térhódítása, így Svédországban és Dániában is önkéntes sterilizációs törvényeket fogadtak el. A magyar eugenikai mozgalom 1933 után – a politikai helyzet alakulásával párhuzamosan – német befolyás alá került.
Az eugenika terjedésével párhuzamosan – éppen a tudományos tisztázatlanságok miatt – komoly ellentábor is kialakult. Fő érvük – az eugenikusokkal szemben – a monogén, mendelező öröklődésű ártalmak gyakoriságának és jelentőségének indokolatlan eltúlzása, valamint a környezeti tényezők lebecsülése volt. így L. Hogben külön antieugenikai iskolát alapított, hangoztatva: „Először meg kell ismernünk a környezetet és ennek hatásait, és csak ezt követően jön el az ideje az eugenikai rendszabályok körvonalazásának.” Az eugenikai gondolattal szemben – felismerve a túlzott radikalizmus társadalmi veszélyeit – számos más tudományban tevékenykedő tudós és író is állást foglalt, így pl. Bertrand Russell vagy Gilbert Keith Chesterton. Utóbbi maró gúnnyal megírt Eugenika és más gonoszságok című vitairatában így ír: „Ha isten ments úgy adódna, hogy eugenikusnak kellene lennem, akkor semmi esetre sem pocsékolnám az időmet a gyengeelméjűek elkülönítésére. Akiket zár alá helyeznék, azok éppen a mások sorsába erőszakosan beavatkozó eugenikusok lennének.”

## A fajelmélet és az eugenika
A faj definícióját Carl von Linné alkotta meg, 1735-ben megírt rendszertanában, a Systema naturae-ban. Az elemi egység, a faj kritériumait a következőkben határozta meg: „jól megkülönböztethető alaki jelek, amelyek alapján a faj tagjai egymáshoz hasonlóak és más fajoktól elkülöníthetők, továbbá korlátlan szaporodásképesség a fajon belül és meddőség a fajon kívüliekkel”. Linné az emberi fajon, a Homo sapiensen belül fajtákat különített el. Blumenbach, akit sokan a tudományos antropológia megalapítójának tekintenek, 1775-ben megjelent, De generis humani varietati nativae című művében a Homo sapiensen belül 5 varietást különített el. Később - elsősorban Buffon nyomán - az antropológusok varietások helyett rasszokról beszéltek; ezalatt a fajon belül a környezet hatására létrejött és állandósult közös variációkat értették.
Ma általában 4 fő (illetve nagy) rasszt, így europid (caucasica), mongolid, negrid és veddo-ausztralid rasszt különítenek el. Kezdetben a rasszok kialakulását csakis az eltérő geográfiai feltételekkel magyarázták, a jellemző fizikai-pszichikai jellegek tárgyalásakor még semmiféle értékelésbeli megítélés nem merült fel. Feltehetően Ch. Meniers (1747–1810) volt az első, aki a rasszok között „a humanitás skálájában” lényeges különbséget vélt felfedezni, és bevezette a történelmi faj fogalmát. (Legnemesebbnek a kaukázusi rasszot – saját rasszát – tekintette.) Meniers még kimondottan történelmi értékítélete a Thierry fivérek műveiben – a „történelmi rassz” fogalmának bevezetésekor – már bizonyos biológiai alapot is kapott. Ezt a nézetet fogadta el Hegel is, aki szerint csak a kaukázusi rassz rendelkezik olyan biológiai adottságokkal, amelyek mellett az abszolút szellem egységbe kerülhet önmagával.
A rasszelmélet a maga teljességében először J. A. C. de Gobineau (1816–1882) francia diplomata Essai sur Vinégalitédes races humaines (1853–55) című munkájában jelent meg. Gobineau szerint a rasszok között észlelt különbségeket nem lehet csak egyszerűen az eltérő környezeti tényezőkkel megmagyarázni; más, „mélyebb” indítékokat is keresni kell. Véleménye szerint a népek története egyértelműen bizonyítja az emberi rasszok egyenlőtlenségét, amely a belső képességekből következik. Ugyanakkor: „A népeket alkotó rasszok egyenlőtlensége a népek történetének egész láncolatát megmagyarázza.” Sőt: „A rasszkérdés a történelem minden más problémája felett uralkodik.” A fehér rasszot tekintette a legmagasabb rendűnek, legalacsonyabb rendűnek pedig a feketét. De a fehér rasszon belül is kifejezett értékbeli differenciákat talált. Szerinte legalul vannak a hamiták, ezek felett a szemiták, míg a csúcsot az árják képezik. A konklúzió pedig: „Meggyőződtem, hogy minden, ami az emberi alkotásokban, tudományban, művészetben, civilizációban szép, nemes, gyümölcsöt hozó a földön, a megfigyelőt egyetlen pontra vezeti vissza, egyugyanazon csírából ered, csak egyetlen családhoz tartozik, akik a földgolyó minden művelt vidékén uralkodnak.” Gobineau az árjákat értette e kiválasztottakon. Súlyos problémát jelent, véleménye szerint, a rasszkeveredés, amely az emberiség hanyatlását eredményezi. Ha ennek nem szabnak határt, a kiemelkedő árja rassz helyét a „közönséges középszerűség” foglalja majd el.
A tudományos antropológia művelőinek nem volt nehéz bebizonyítani, hogy Gobineau minden antropológiai képzettséget nélkülöz, rossz forrásadatokat használ fel, az igazolt tudományos tényeket figyelmen kívül hagyja, összekeveri a rassz és a nép fogalmát stb. A „dilettáns” jelzővel elintézett Gobineau nézetei feledésbe is merültek volna, ha – a biológia szerencsétlenségére – könyve néhány olyan politikus, nacionalista irodalmár kezébe nem kerül, akik nézeteit politikai céljaikra – mint „tudományos tényeket – felhasználhatták. Így lett Gobineau nagyságának hirdetője többek között Richard Wagner és H. S. Chamberlain. Ludwig Schleman 1898-ban németre is lefordította Gobineau könyvét, és ezáltal tanai jól hozzáférhetővé váltak a nemzeti nagysága elfogult propagálására amúgy is hajlamos németség körében.
Németország-szerte „Gobineau-egyesületek” alakultak a „rasszok egyenlőtlenségének” és az „árja rassz szupremációjának” hirdetésére. Megjelent a Homo nordicus, a „germán faj” kifejezés és lett a német terjeszkedésének „tudományos” alapjává a fajelmélet. A tősgyökeres fasiszta K. Weinlander 1933-ban már azt írta: „Történelmileg kifogástalanul igazolva van, hogy ősidőbeli őseink (ti. az árják) csak az „árja rasszt” és az „állat-ember rasszt” (a színes bőrűeket), valamint emellett még a basztardokat (a korcsokat) ismerték.”
Az első világháború után Németországban a megoldatlan és súlyos gazdasági, politikai, társadalmi problémák miatt még az értelmiség körében is mind divatosabbá vált a rasszelmélet. Ennek tudományos alapjai azonban nagyon ingatagok voltak. Így az eugenika mint a rasszelmélet esetleges genetikai-tudományos magyarázata, kapóra jött a rassz-ideológusoknak, akik a humángenetika még problematikus kérdésein könnyen túltették magukat, és a kedvükre való nézeteket egyértelműen tisztázott tudományos tényekként tüntették fel. A természetes szelekció társadalmi – vagyis tudatos és célzatos – szelekcióval való helyettesítése kapóra jött az olyan típusú politikusoknak, mint Hitler. Már a Mein Kampf írásakor kedvenc gondolatai közé tartoztak ezek a nézetek: „A fajok között a mindennapi megélhetésért folyó harc kiküszöböli a jelentékteleneket, vagyis mindazokat, akik gyengék, betegek vagy habozók. Ugyanakkor a férfi harca a nő birtoklásáért jelenti a leghatékonyabb erőt vagy legalábbis lehetőséget az egyéni adottságok terjesztésére. És így ez a harc eszköz a fajok természetes ellenállásának és egészségének elősegítésére, és ezáltal a magasabb rendű emberiség irányába vivő fejlődés egyik záloga.” Hitler „elméletének” gyakorlati konzekvenciáit is azonnal levonta: „A célból, hogy teljesíteni tudjuk kötelezettségeinket a társadalmi életben, államunknak hasznosítania kell majd a modern orvosi felfedezéseket. Ki kell nyilvánítanunk, hogy mindazok a személyek, akik nyilvánvaló örökletes betegségben szenvednek vagy annak hordozói, nem alkalmasak utódnemzésre, és az államnak gyakorlati rendszabályokat kell elfogadtatni az ilyen személyek sterilizálására.”
Már a nemzetiszocialisták hatalomátvételének másnapján, 1933 júniusában Wilhelm Frick belügyminiszter bejelentette: „a Harmadik Birodalomban a rasszhigiéne és a német nép sorsa széttéphetetlenül összekapcsolódik, és az eugenikát a nemzetiszocialista népesedéspolitika alapjának tekintik.” Két héttel később már törvénybe iktatták a kötelező sterilizációs törvényt, majd nem sokkal ezután a házassági tilalmat a genetikailag sérült egyénekkel. Ezt azután hamarosan kiterjesztették az „alacsonyabb rendű személyekkel” való házasság tiltására is. Az a gyorsaság, ahogy ezeket a bonyolultan fogalmazott és tudományosnak álcázott törvényeket elfogadták, nyilvánvalóvá teszi, hogy kidolgozásuk már jóval korábban és minden bizonnyal genetikus szakemberek bevonásával történt. Az 1934. január 1-jével életbe lépett törvényektől azután az út egyenesen a náci koncentrációs táborokig vezetett.

## Az eugenika vége
Wilhelm Frick azon kijelentése, hogy a rasszhigiéne és az eugenika a jövőben elválaszthatatlan a Harmadik Birodalom sorsától, részben igaznak bizonyult. A nemzetiszocializmus bukása az általuk eugenikának nevezett, de azzal semmi kapcsolatban nem álló és minden tudományos alapot nélkülöző, csupán a nácik emberiségellenes bűntetteinek leplezésére szolgáló és céljaiknak megfelelően kiforgatott tudományág halálát is jelentette. Az emberi történelemnek ez a szégyenfoltja azonban az igazi eugenikát is oly mértékben kompromittálta, hogy a legtöbb országban még az ilyen jellegű intézmények és szaklapok címéből is törölték az eugenika megnevezést. A célt, a genetikai ártalmak megelőzését nem lehetett feladni, de azt más, új elnevezésekkel illették, mint pl. preventív genetika, genetikai tanácsadás, kvalitatív családtervezés stb. Azonban eugenika hivatalos elnevezésétől magukat távol tartók között voltak, akik folytatják mindazt, amit e kifejezés jelent. Tény, hogy a második világháborúval – lassú folyamatban – lezárult az eugenika rasszhigiénés szemlélete, mégis az elnevezéstől függetlenül folytatódtak az eugenikát jellemző folyamatok. Az USA-ban 1981-ig hivatalos sterilizációk történtek. A géntechnológiák, prenatális házassági tanácsadás és sokféle újszerűen megfogalmazott technikák és intézmények mind-mind etikailag kérdéses tevékenységeket is tartalmazhatnak, melyek alapvetően eugenikát céloznak meg.
Az eugenika mintájára, de annak ellentéteként alkották meg az eufenika kifejezést, amely a gének befolyásolása helyett csak azok kifejeződését, testi megjelenéseit (fenotípus) próbálja befolyásolni.